# Porsche Taycan
Porsche Taycan é um sedã totalmente elétrico de quatro portas fabricado pela alemã Porsche. Foi apresentado pela primeira vez como um carro-conceito chamado Mission E no Salão do Automóvel de Frankfurt de 2015 e depois, no mesmo evento de 2019, já como modelo de produção. É o primeiro carro elétrico produzido em série pela Porsche, sendo oferecidos inicialmente os modelos Turbo, Turbo S e 4S.
O nome Taycan é a junção de dois termos da língua turca ("tay", que significa  potro ou "cavalo jovem" – 
:tr:tay) e "can", que significa "vida", "vitalidade", em referência ao cavalo do brasão de Stuttgart no emblema da fabricante.

## Projeto
O painel tem até quatro monitores digitais, incluindo um de 16,8 polegadas, curvado e independente, configurável pelo motorista. É o primeiro conjunto de instrumentos totalmente digital da Porsche. Uma tela de 10,9 polegadas está situada à direita do painel, apresentando o sistema de informação e lazer do carro. Uma tela opcional é posicionada à direita dessa tela, possibilitando ao passageiro ao lado do motorista personalizar seu próprio sistema de informações e entretenimento. Uma tela de 8,4 polegadas no console central com layout de retrato (portrait) incorpora um trackpad para controle das funções. A tela exibe o status do conjunto motriz do veículo, informando ao condutor a eficiência do sistema de tração. Apesar de usar um layout totalmente digital, o painel apresenta o clássico relógio Porsche na parte superior.
O exterior do carro, cujas formas foram concebidas pelo ex-projetista de Porsche Mitja Borkert, mantém a maioria dos elementos de projeto presentes no conceito Mission E, apresentado no Salão do Automóvel de Frankfurt de 2015, exceto as portas suicidas e os pilares B. Em 2016, depois de trabalhar no projeto do Mission E, Mitja Borkert foi contratado pela italiana Lamborghini, como diretor do Centro de Estilo. Segundo Michael Mauer, projetista-chefe da Porsche, o estudo conceitual do Missão E abriu o caminho para o projeto do Taycan. Inspirado no Porsche 911, as linhas de topo são mais pronunciadas do que no Panamera ou no Macan, especialmente na frente do carro, mesmo não havendo um motor na frente. O projeto final também incluiu um spoiler traseiro retrátil, maçanetas retráteis e um avançado sistema de frenagem regenerativa. A frente do Taycan apresenta faróis diurnos de LED. Na traseira, o carro tem uma tampa curta que incorpora uma faixa de luz na sua largura total, que serve como luzes traseiras e piscas. Essa tampa dá acesso a um dos dois compartimentos de bagagem. O outro está sob o capô dianteiro. Os modelos de lançamento Turbo e Turbo S têm acabamento em fibra de carbono e são equipados com rodas de vinte polegadas. A denominação "turbo" pode causar alguma confusão, pois o termo é utilizado em veículos com motores de combustão interna turboalimentados e não nos movidos exclusivamente a eletricidade. No entanto, a Porsche também passou a utilizar essa definição nos modelos elétricos apenas para diferenciar as versões de alta performance.

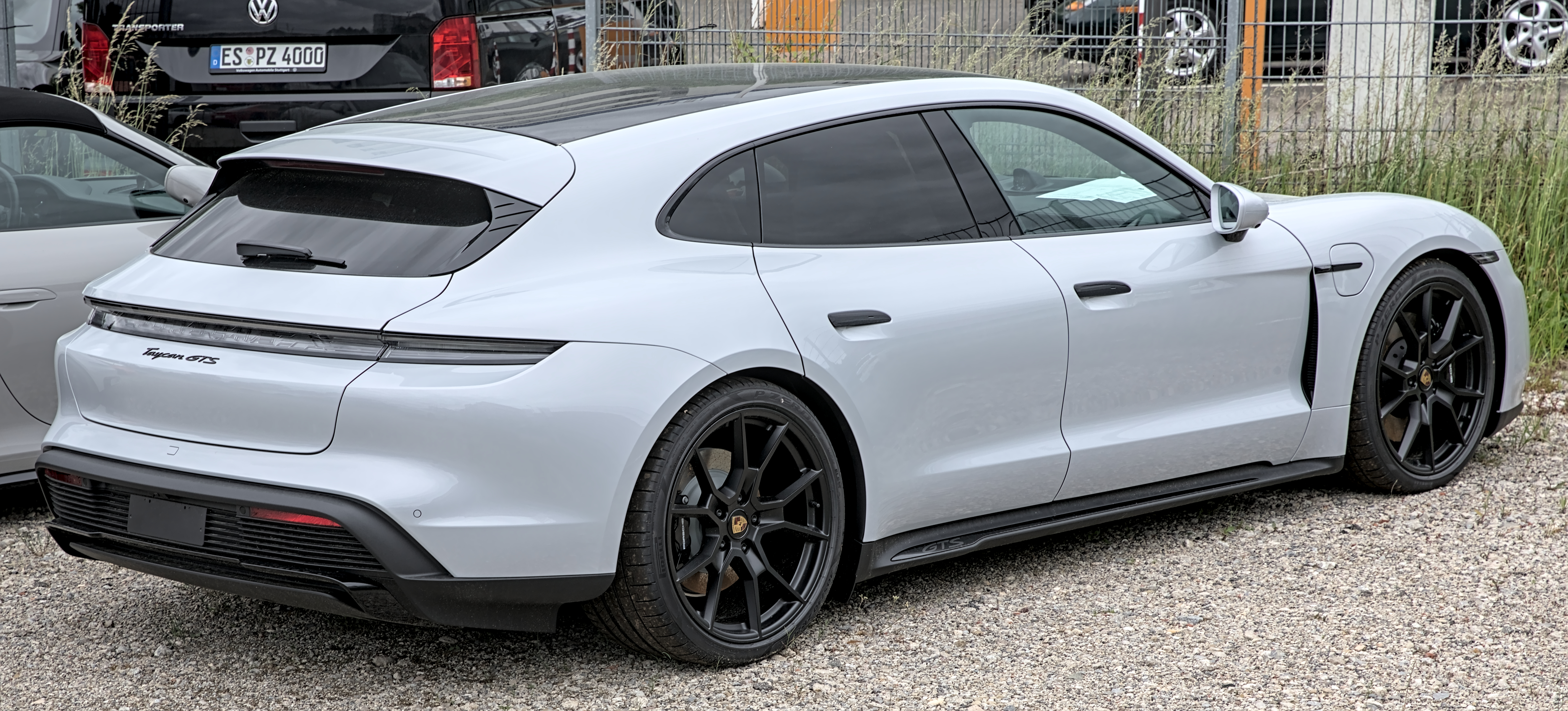
Vista traseira do modelo Sport Turismo GTS

Em 14 outubro de 2019, a Porsche revelou o lançamento do modelo Taycan 4S, versão de entrada com menor potência que os outros dois modelos. Sua potência máxima é de 571 cv (563 hp), 108 hp a menos que a potência máxima da versão turbo, mas com maior autonomia, podendo chegar a 463 km, quando equipado com baterias de 93,4 kWh (opcional). Na versão de série, o modelo vem equipado com baterias de 79,2 kWh.
A montadora alemã anunciou em novembro de 2021 o lançamento das versões GTS e GTS Sport Turismo. As versões são os primeiros elétricos da marca a exceder 500 km de autonomia.

## Especificações
O Taycan é construído em uma plataforma que combina aço e alumínio unidos por diferentes técnicas. Os pilares B da carroceria, a estrutura lateral do teto e a travessa dos assentos são fabricados em aço moldado a quente, enquanto as longarinas de proteção são fabricadas em aço-boro para melhorar a segurança. Os suportes dos amortecedores, suportes dos eixos e elementos traseiros são feitos de alumínio forjado, enquanto todos os painéis da carroceria, exceto os para-choques dianteiro e traseiro, também são feitos de alumínio para reduzir o peso. No total, 37% do carro é construído em alumínio.

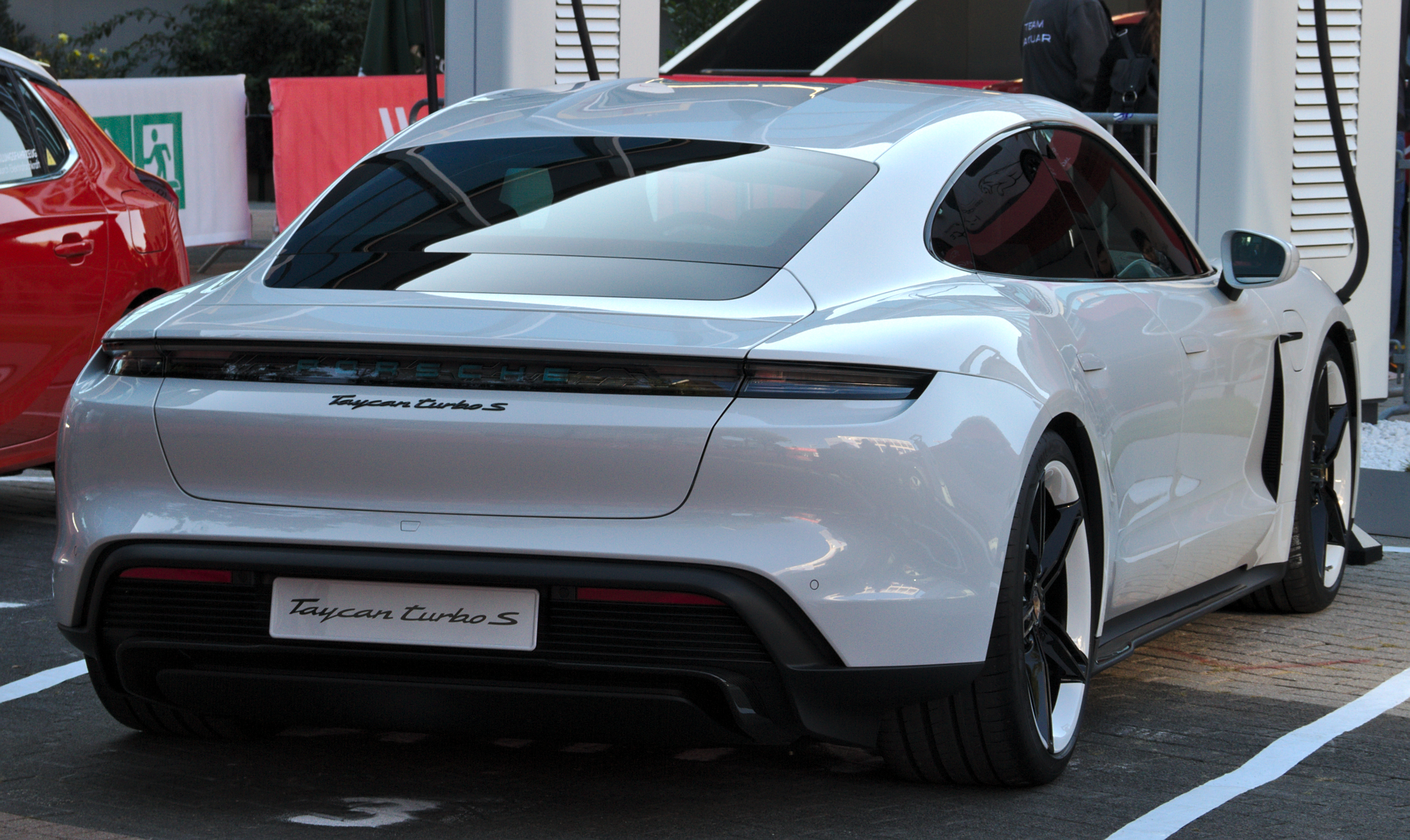
Vista traseira do modelo Turbo S

O carro usa um novo trem de força elétrico, alimentado por baterias, com um motor síncrono de magnetismo permanente em cada um dos eixos, permitindo que o carro tenha tração nas quatro rodas. A potência é enviada às rodas dianteiras através de uma caixa de velocidades de uma velocidade. Já para as rodas traseiras, a potência é enviada por meio de uma transmissão de duas velocidades, com uma primeira marcha curta, proporcionando desempenho máximo de aceleração e uma segunda marcha com relação longa, proporcionando velocidade e eficiência máximas. A energia vem de uma bateria de 93,4 kWh de íons de lítio (79,2 kWh no modelo 4S) que também funciona como um componente estrutural do chassi, mantendo o centro de gravidade baixo. Para resolver os problemas de espaço para os passageiros nos bancos traseiros, foram incorporados recessos na bateria, para melhorar o espaço para as pernas.
A autonomia depende de como o carro é conduzido e qual modo de direção é selecionado. A configuração de direção range coloca o carro em um modo de economia de energia com o menor consumo, portanto maior autonomia. A configuração esporte plus com os sistemas overboost e launch control ativados fornece a potência máxima nas arrancadas. O carro possui cinco modos de direção pré-definidos: esporte, esporte plus, normal, range e individual. Neste último, o motorista pode personalizar várias configurações do carro, como a resposta da direção e da suspensão pneumática, som dos motores (som sintético que simula o som de um motor a combustão) e mapeamento do acelerador.
A Porsche desenvolveu um sistema de carregamento de oitocentos volts especialmente para o Taycan. De acordo com as especificações do fabricante, a bateria pode ser carregada de 5% a 80% em 22,5 minutos em situações ideais, com um carregador rápido DC, que fornece 270 kW de potência."
Para reduzir o tempo de carregamento em temperaturas excessivamente quentes ou frias, a bateria pode ser pré-condicionada termicamente através de um programador de carregamento, que aquece ou esfria a bateria automaticamente para otimizar os tempos de carregamento. Uma estação doméstica de carregamento e um carregador móvel são fornecidos com o carro, com potência de 9,6 kW, e que carrega o carro em onze horas. A Porsche também desenvolveu um gerenciador de energia que pode ser instalado no disjuntor da casa. Ele é capaz de gerenciar o fluxo de energia de uma casa, fornecendo otimização de custos, usando energia solar e fornecendo proteção contra blecautes. Pode também reduzir a carga consumida pelo carro se os eletrodomésticos forem ligados e a carga total exceder o limite máximo de energia do disjuntor.
O Taycan Turbo possui um coeficiente de arrasto 0,22, que segundo o fabricante, é mais baixo do que em qualquer outro modelo atual da Porsche. O modelo Turbo S possui um coeficiente de arrasto um pouco mais alto (0,25). A área frontal é de 2,33 m², com uma área de arrasto resultante de 0,513 m² e 0,583 m² para o Turbo e o Turbo S, respectivamente.
| Modelo   | Potência                                                                      | Torque                                  | 0–100 km/h (0-62 mph) | Vel máx            | Autonomia  |
| -------- | ----------------------------------------------------------------------------- | --------------------------------------- | --------------------- | ------------------ | ---------- |
| Taycan   | 300 kW (402 hp) com bateria de 82,3 kWh 320 kW (429 hp) com bateria de 97 kWh | 410 N·m (302 lb·ft) 420 N·m (310 lb·ft) | 4,8 s                 | 230 km/h (143 mph) | 503-678 km |
| 4S       | 340 kW (456 hp) com bateria de 82,3 kWh 380 kW (510 hp) com bateria de 97 kWh | 695 N·m (513 lb·ft) 710 N·m (524 lb·ft) | 3,7 s                 | 250 km/h (155 mph) | 474-642 km |
| Turbo    | 650 kW (872 hp)                                                               | 940 N·m (693 lb·ft)                     | 2,7 s                 | 260 km/h (162 mph) | 557-630 km |
| Turbo S  | 700 kW (939 hp)                                                               | 1,110 N·m (819 lb·ft)                   | 2,4 s                 | 260 km/h (162 mph) | 558-630 km |
| Turbo GT | 760 kW (1,019 hp)                                                             | 1,300 N·m (959 lb·ft)                   | 2,2 s                 | -                  | 538-555 km |

Os valores de potência, torque e tempos de aceleração de 0 a 100 km/h) são alcançados no modo overboost com launch control.